# Універ-Динамо
Футбольний клуб «Універ-Динамо» — український аматорський футбольний клуб із Харкова, заснований у 2016 році. Виступав у Чемпіонаті та Кубку Харківської області, Чемпіонаті Харкова. Домашні матчі приймав на стадіоні «Динамо-Арена» місткістю 800 глядачів.
Окрім обласних змагань, клуб тричі брав участь у Кубку України серед аматорів, дійшовши в сезоні 2018/19 до 1/8 фіналу, в сезоні 2019/20 — до чвертьфіналу цього турніру, а в сезоні 2020/21 завершивши участь у змаганні на стадії 1/16 фіналу.
Представляє Харківський національний університет внутрішніх справ.
У 2022—2023 роках «Універ-Динамо» виступав у Чемпіонаті Вінниці, при цьому продовжуючи позиціонувати себе як харківський клуб.

## Досягнення
- Чемпіонат Харківської області:

 Переможець: 2020, 2021.
 Срібний призер: 2018, 2019.
- Кубок Харківської області:

 Володар: 2021.
 Фіналіст: 2019, 2020.
- Зимовий чемпіонат Харківської області:

 Переможець: 2019, 2020.
 Срібний призер: 2021.
 Бронзовий призер: 2018.
- Чемпіонат Харкова:

 Переможець: 2020, 2021.

## Тренери
Роман Павлов (2016)
 Едуард Павлов (до 3 туру Чемпіонату області 2017)
 Юрій Рудинський (з 4 туру Чемпіонату області 2017)
 Роман Павлов (перше коло Чемпіонату області 2018)
 Сергій Сизихін (з другого кола Чемпіонату області 2018)

## Поточний тренерський штаб
Станом на 22 вересня 2021 року
| Посада                     | Ім'я           |
| -------------------------- | -------------- |
| Головний тренер            | Сергій Сизихін |
| Помічник головного тренера | Ігор Луценко   |
| Тренер воротарів           | Дмитро Давидов |